# Itaitu
A Vila de Itaitu, localizada no distrito de Itaitu-BA, 30 km ao sul do município de Jacobina-BA, é contemplada com inúmeras riquezas naturais, sobretudo hídrica, e uma arquitetura histórica que preserva a memória da época em que foi construída. Geograficamente, Itaitu está localizada em uma zona de transição entre a Caatinga e os ecossistemas de mata atlântica serrana. A região é marcada por formações rochosas do período neoarqueano e inúmeros materiais datados de bilhões de anos, como serras, vales e uma vasta hidrografia composta por rios, nascentes e, principalmente, cachoeiras. Entre as mais conhecidas estão a Cachoeira Véu de Noiva, a Cachoeira dos Sonhos e a Cachoeira do Piancó — locais que se tornaram pontos turísticos de destaque na região.
A Praça da Matriz apresenta uma igreja histórica, com uma marca da Companhia de Jesus, sendo rodeada por inúmeros casarões históricos. Deles destaca-se a casa de cultura Pedro José da Silva, que pertencia a um antigo proprietário de terras do local.
Não se sabe precisamente quando a Igreja Matriz foi construída, mas durante um trabalho de restauração da Igreja, foi encontrado um bloco datado de 1810 com inscrições hebraicas , o que pode indicar a presença de judeus ou de cripto-judeus na vila, sendo possível a descendência destes em famílias tradicionais nativas.
Itaitu já foi chamada de Serra Azul e Riachão de Jacobina; a maioria de suas cachoeiras também tinham outros nomes. A Cachoeira Véu de Noiva já foi conhecida como Cachoeira de Clarindo, a Cachoeira das Arapongas como Jaqueira, e a Cachoeira do Coxinho como Cachoeira do Cocino. Apesar da alteração, entre os moradores mais antigos da vila, os nomes anteriores seguem sendo utilizados.
Segundo a tradição oral da vila, os primeiros a chegarem ao local foram os exploradores de ouro, que garimpavam o mineral próximo à Cachoeira das Arapongas, anteriormente conhecida como Jaqueira. Com o passar do tempo, a principal atividade econômica passou a ser a agricultura, com destaque para o cultivo de açúcar e produção de rapadura. Dessa fase, ainda hoje, sobrevivem alguns engenhos que são importantes para a preservação da memória do lugar.
A religiosidade, que sempre esteve presente na Vila de Itaitu, ganha destaque com a festa de São Roque e a Festa do Divino Espírito Santo. Antigamente, a principal festa era a Festa do Sagrado Coração de Jesus, porém, após uma epidemia de Febre-amarela, por volta de 1920, tornou-se comum entre os habitantes fazer promessas a São Roque. Após a epidemia, a principal festa passou a ser a do próprio São Roque.
A Vila é composta majoritariamente por famílias tradicionais que até hoje vivem da agricultura, da produção artesanal e, mais recentemente, de pequenas atividades relacionadas ao turismo. A cultura local ainda é fortemente marcada pela religiosidade, pelas festas populares e por um estilo de vida comunitário. A população local demonstra grande senso de pertencimento e zelo pelo território, pois muitos dos moradores têm raízes profundas em Itaitu, com famílias que ali vivem há gerações. Esse vínculo com a terra é visível tanto na conservação dos costumes quanto na preocupação crescente com a preservação ambiental diante do avanço da atividade turística.
Por ser palco dessa riqueza e biodiversidades naturais, a Vila atrai turistas de diversos lugares, o que consequentemente impacta diretamente em problemáticas relacionadas à preservação ambiental e identitária do local. Nos últimos anos, o turismo em Itaitu cresceu de forma acelerada, impulsionado pelas redes sociais e pelo ecoturismo. O aumento no fluxo de visitantes trouxe, por um lado, benefícios econômicos à comunidade: surgiram pousadas, restaurantes, guias turísticos locais e o comércio foi dinamizado. Por outro lado, essa expansão não foi acompanhada por um planejamento adequado ou por políticas públicas de regulação e preservação ambiental.
Esse crescimento desordenado é o que caracteriza o chamado turismo predatório, uma prática que, ao invés de respeitar os limites ecológicos e culturais de uma região, os ignora em prol do lucro imediato. Em Itaitu, isso tem se manifestado de diversas formas, como o aumento do lixo nas trilhas e nas cachoeiras, degradação de áreas naturais, construções sem licença ambiental e exploração comercial de espaços comunitários. Acampamentos na Cachoeira Véu de Noiva, por exemplo, são proibidos, já que é de lá que se capta a água que abastece a vila. Em um exame laboratorial, já foi detectada a presença de Coliforme fecal na amostra da água, que a torna prejudicial para o consumo dos habitantes. A cachoeira Véu de Noiva recebe centenas de turistas por dia e frequentemente há acúmulo de lixo. Além do impacto ambiental, o turismo predatório tem gerado uma pressão social crescente, uma vez que a especulação imobiliária tem elevado o preço dos terrenos e dificultado o acesso à moradia para os próprios moradores, o que resulta também no risco da descaracterização cultural da Vila.
Diante desse cenário, tem ganhado força entre os moradores e líderes comunitários a ideia de um turismo sustentável e comunitário, visando promover o turismo como ferramenta de desenvolvimento local, mas com respeito à natureza, à cultura e aos modos de vida da população. Alguns moradores também têm buscado apoio para desenvolver projetos de educação ambiental, mapeamento de espécies e recuperação de áreas degradadas. Essas ações, no entanto, ainda são isoladas e necessitam de apoio institucional mais amplo, especialmente do poder público municipal e estadual.